# Спрингфилд (пушка)
Спрингфилд пушке (енгл. Springfield rifle), заједничко име за већи број мускета кремењача, пушака капислара (спредњача), пушака острагуша и пушака репетирки, које су произведене у првом државном арсеналу САД у Спрингфилду, држава Масачусетс.

## Најважнији модели

### Мускете
- Спрингфилд модел 1795, мускета кремењача глатке цеви прављена по француском узору. Такве мускете кремењаче прављене су до 1842, када су их замениле пушке каписларе.
- Спрингфилд модел 1812,
- Спрингфилд модел 1816.Мускета Спрингфилд модел 1795, прва мускета произведена у САД.

### Каписларе
- Спрингфилд модел 1861, пушка капислара (спредњача), главно оружје Америчког грађанског рата (1861-1865). Иако по конструкцији слична мускети, разликовала се по цеви, која је изнутра била жлебљена (нарезана), што је оружју давало већу прецизност. Једна од Миње пушака.Пушка капислара Спрингфилд модел 1861.

### Острагуше
- Спрингфилд модел 1866, спорометна пушка острагуша, настала преправљањем старијих пушака спредњача додавањем сандука и затварача у виду поклопца, који се на шаркама отварао нагоре и напред. Пушке су пуњене сједињеним метком у металној чахури, а опаљивање се вршило спољашњим орозом (као код каписларе), који је активирао опругу ударне игле у затварачу. Овакве пушке прављене су до 1888, када су их замениле репетирке са обтночепним затварачем.[1]Прерађена капислара Спрингфилд модел 1888, са отвореним затварачем у облику поклопца и сједињеним метком у металној чахури.

### Репетирке
- Спрингфилд модел 1903, брзометна пушка, на коју се обично мисли под појмом пушке Спрингфилд. Репетирка са магацином од 5 метака испод сандука, са обртночепним затварачем. Цев је нарезана са 4 жлеба, калибар 7,62 мм, а маса зрна 9,7 грама.[2]